# Fred Allen (acteur)
Pour les articles homonymes, voir Fred Allen et Allen.
John Florence Sullivan (né le 31 mai 1894 – mort le 17 mars 1956), surtout connu sous le nom de Fred Allen, est un comédien américain. Il s'est fait connaître par l'animation de l'émission radiophonique The Fred Allen Show (en) (1932–1949), qui en a fait l'un des humoristes les plus populaires de l'âge d'or radiophonique américain (en),.

## Biographie
John Florence Sullivan naît à Cambridge (Massachusetts) dans une famille irlandaise catholique (en). Sa mère, Cecilia Herlihy Sullivan, meurt d'une pneumonie aiguë alors qu'il n'a pas tout à fait trois ans. Son père, James Henry Sullivan, son frère Robert et lui-même sont recueillis par l'une des sœurs de sa mère.
Allen prend des leçons de piano alors qu'il est enfant. Il travaille également à la bibliothèque publique de Boston.

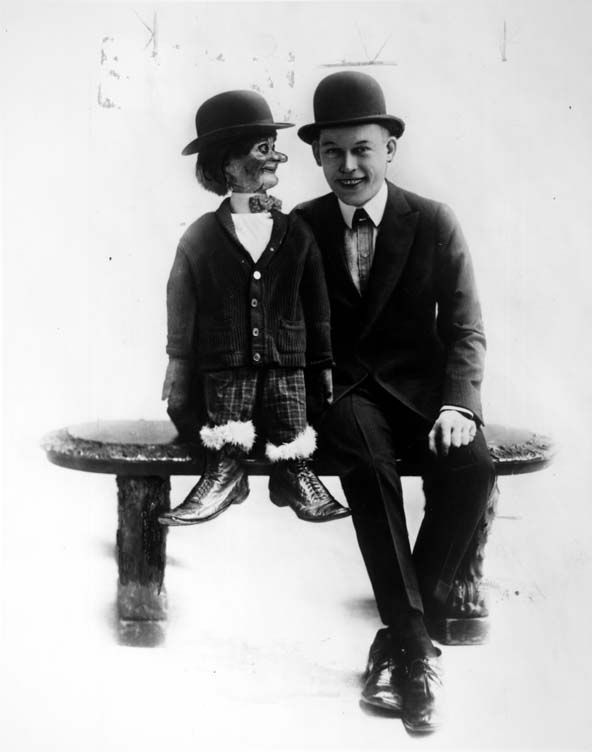
Fred Allen (à droite), vers 1916.

En 1914, âgé de vingt ans, en plus de son travail à la bibliothèque, il décroche un travail dans une compagnie de piano. Il participe à des compétitions d'amateur, prenant le nom de scène Fred St. James, puis Freddy James et finalement, en 1917, Fred Allen. Le « Allen » provient d'Edgar Allen, une personnalité des théâtres Fox.

## Filmographie
- 1935 : Votez pour moi (Thanks a Million) de Roy Del Ruth
- 1940 : Quai numéro treize (Pier 13) d'Eugene Forde

## Publications
- (en) Fred Allen, Much Ado About Me, Little brown & Co., 1956
- (en) Fred Allen, Treadmill to Oblivion, Boston, Little, Brown, 1954
- (en) Fred Allen, Fred Allen's Letters, New York, Doubleday, 1965
- (en) Fred Allen, all the sincerity in hollywood..., New York, Fulcrum Publishing, 2001
- (en) H. Allen Smith (en), Low Man on a Totem Pole, Doubleday, Doran, 1941